# Mili Nair
Mili Nair (Bombay) es una cantante y compositora india. Mili ha interpretado temas musicales en diferentes idiomas en diversos géneros musicales. Interpreta para el cine mainstream y de forma independiente. Entre los idiomas que domina y canta son en inglés, hindi, tamil, malayalam, kannada, gujarati y bengalí. Desde que cantó con bandas musicales, ella se mudó para trabajar con compositores de música de clase mundial como AR Rahman, Amit Trivedi, Pritam y el guitarrista de jazz Vinny Valentino.

## Biografía
El viaje de Mili en la música, comenzó a temprana edad y ella confiesa que sabía desde el principio que estaba destinada para cantar y convertirse en una músico. Aunque su formación en música clásica occidental, agudizó su talento innato y proporcionó una base sólida, Mili decidió explorar diferentes géneros que le ayudaron a dar forma a su vocabulario musical. Expuesto a una amplia gama de géneros musicales, desde las primeras etapas creció escuchando los géneros Rock y RnB, además de la música clásica india, también descubrió el jazz y exploró improvisaciones vocales antes de profundizar su música de cine.

## Carrera
AR Rahman dio a Mili, su primera oportunidad en la música de cine con un tema musical en Tamil titulado Keda Kari en la película Raavanan y Maham Maye, luego para la película del cine Telugu titulado, Komaram Puli. Su lanzamiento más reciente es Parakka Seivaai, en la película Tamil titulada Ambikapathy, compuesta por Rahman.
Mili Nair también cantó para la película Meethi Boliyaan y luego para el cine Hindi titulada, Kai Po Che!, dirigido por Amit Trivedi. En manos de Trivedi, la canción titulada Meethi Boliyan, se convirtió en una bella composición, en la que infunde algo nuevo y poco convencional en la música del Bollywood. Impresionado por la originalidad y estilo de Mili, Trivedi incorporó su idea de improvisación vocal, esto a su nuevo llamamiento. Meethi Boliyaan de Kai Po Che!, trajo una gran respuesta de los oyentes, por lo que fue aclamado por la crítica y Mili ha sido reconocida con nominaciones a los premios de la industria de la música.
Ella también ha trabajado con el compositor de cine líder Harris Jayaraj, haciendo que el cine Tamil, con la canción titulada Rettai Kathire en la película Maattrraan, tuviera éxito. También cantó una canción para una película del cine Malayalam, titulada, Urumi, con el compositor Deepak Dev.

## Discografía

### Películas
| Película               | Canción                        | Composición         |
| ---------------------- | ------------------------------ | ------------------- |
| Ambikapathy            | Parakka Seivaai                | A.R. Rahman         |
| Kai Po Che!            | Meethi Boliyaan                | Amit Trivedi        |
| Shaadi Ke Side Effects | Tumse Pyar Ho Gaya             | Pritam              |
| Raavanan               | Keda Kari                      | A.R. Rahman         |
| Puli                   | Maham Maye                     | A.R. Rahman         |
| Maattrraan             | Rettai Kathire                 | Harris Jayaraj      |
| Vanakkam Chennai       | Oh Penne Penne (Movie Version) | Anirudh Ravichander |
| Urumi                  | Movie Theme                    | Deepak Dev          |
| Veera Parampare        | Ambarada                       | Narayan .S.         |
| Aida Ondla Aidu        | Neragi                         | Ouseppachan         |

### Coke Studio at MTV India
| Puesto   | Canción          | Composición/ Productor | Letristas       | Cantantes               |
| -------- | ---------------- | ---------------------- | --------------- | ----------------------- |
| Season 2 | Yatra            | Amit Trivedi           | Swanand Kirkire | Mili Nair, Shriram Iyer |
| Season 2 | Badari Badariyan | Amit Trivedi           | Kausar Munir    | Mili Nair, Mame Khan    |

## Premios y nominaciones
| Año  | Premio              | Película/ Canción                        | Título                                         |
| ---- | ------------------- | ---------------------------------------- | ---------------------------------------------- |
| 2013 | GIMA Awards         | Film: Kai Po Che! / Song: Meethi Boliyan | Best Debut Bollywood - Nominated               |
| 2013 | GIMA Awards         | Film: Kai Po Che! / Song: Meethi Boliyan | Best Duet Bollywood - Nominated                |
| 2014 | Mirchi Music Awards | Film: Kai Po Che! / Song: Meethi Boliyan | Upcoming Singer (Female) Bollywood - Nominated |